# Енергія (хокейний клуб, Електренай)
Хокейний клуб «Енергія» (лит. SC Energija) — литовський хокейний клуб з міста Електренай. Заснований 1977 року. Виступає в Литовський хокейній лізі.

## Історія

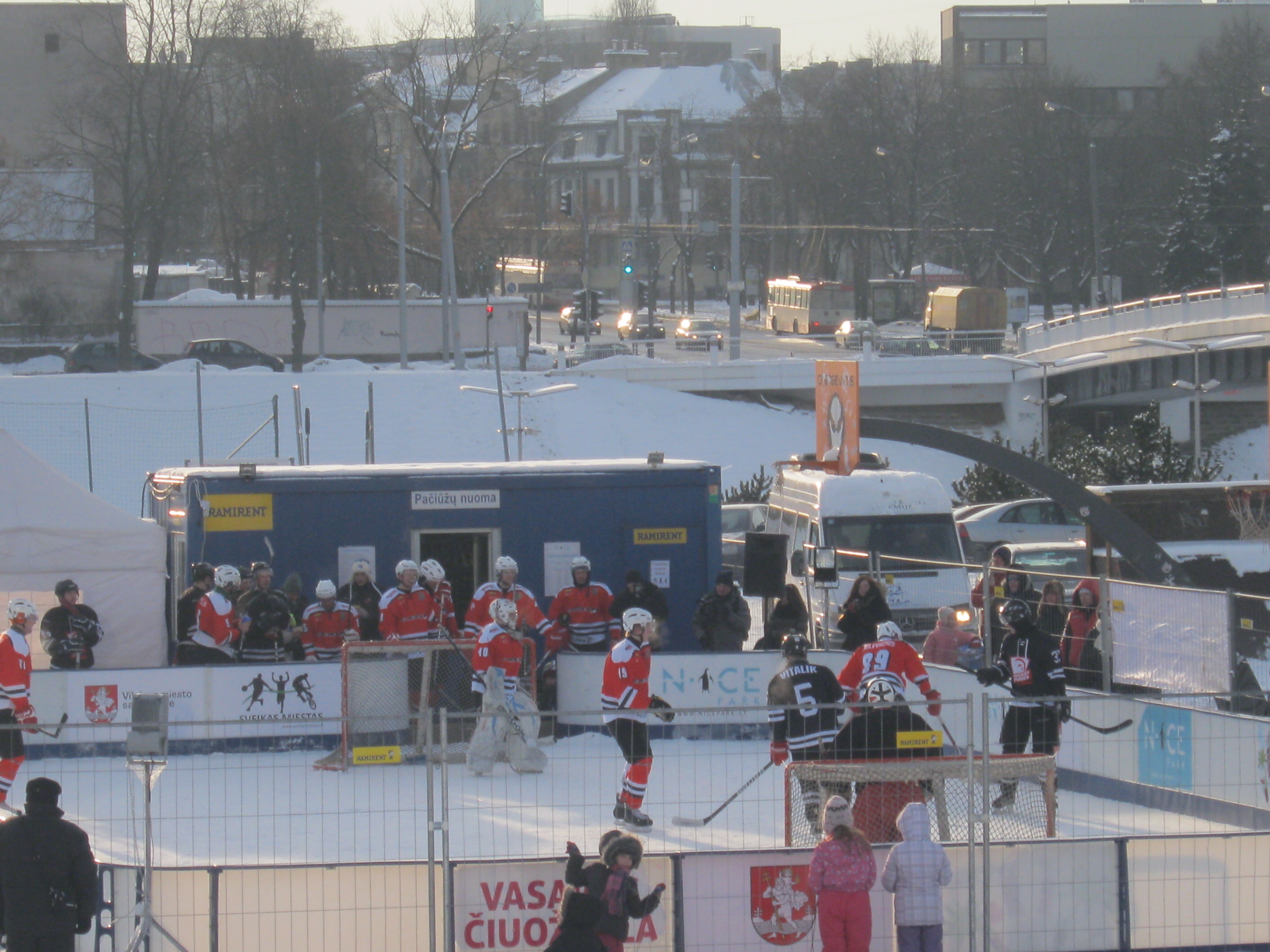
«Енергія» під час матчу в Вільнюсі 3х3.

Хокейний клуб заснований в далекому 1977 році на базі відкритого на той час льодового палацу спорту.
Свої перші матчі команда провела в новоствореній Литовський хокейній лізі 1991 року.
У сезоні 1995/96 литовський клуб дебютував у Східноєвропейський хокейній лізі. За час виступів в СЄХЛ «Енергія» автоматично потрапляла до фіналу Литовської хокейної ліги в 1996, 1997, 1997, 1999, 2001 та 2003. Після припинення існування СЄХЛ в 2004 «Енергія» дебютує в Латвійський хокейній лізі, де виступав до сезону 2007/08 та згодом відновив виступи з сезону 2022/23.

## Результати виступів

### Литовська хокейна ліга
- 1992: 1-е місце
- 1993: 1-е місце
- 1994: 1-е місце
- 1995: 1-е місце
- 1996: 1-е місце
- 1997: 1-е місце
- 1998: 1-е місце
- 1999: 1-е місце
- 2000: 2-е місце
- 2001: 1-е місце
- 2002: 2-е місце
- 2003: 1-е місце
- 2004: 1-е місце
- 2005: 1-е місце
- 2006: 1-е місце
- 2007: 1-е місце
- 2008: 1-е місце
- 2009: 1-е місце
- 2011: 1-е місце
- 2012: 1-е місце
- 2013: 1-е місце
- 2014: 2-е місце
- 2015: 2-е місце
- 2016: 1-е місце
- 2017: 1-е місце
- 2018: 1-е місце
- 2019: 1-е місце
- 2024: 1-е місце

### Східноєвропейська хокейна ліга
- 1995/96: 7-е місце
- 1996/97: 9-е місце
- 1997/98: 9-е місце
- 1998/99: 10-е місце
- 2000/01: 9-е місце
- 2001/02: 14-е місце
- 2002/03: 12-е місце

### Латвійська хокейна ліга
- 2003/04: 4-е місце
- 2004/05: 6-е місце
- 2005/06: 7-е місце
- 2006/07: 6-е місце
- 2007/08: 7-е місце
- 2022/23: 7-е місце
- 2023/24: 8-е місце

### Вища ліга Білорусії
- 2013/14: 5-е місце
- 2014/15: 8-е місце
- 2015/16: 5-е місце

## Досягнення
- Чемпіон Литви (22): 1992, 1993, 1994, 1995, 1996, 1997, 1998, 1999, 2001, 2003, 2004, 2005, 2006, 2007, 2008, 2009, 2013, 2016, 2017, 2018, 2019, 2024.